# Synegia imitaria
Synegia imitaria là một loài bướm đêm trong họ Geometridae.